# Jerzy Cetnar
Jerzy Bogdan Cetnar (ur. 1960 w Nowej Dębie) – polski inżynier, fizyk jądrowy, profesor doktor habilitowany nauk fizycznych.

## Życiorys
Urodził się w 1960 roku w Nowej Dębie, gdzie uczęszczał do Liceum Ogólnokształcącego im. Bohaterów Gwardii i Armii Ludowej (od 1981/82 w Zespole Szkół Ogólnokształcących w Nowej Dębie) do klasy o profilu matematyczno-fizycznym. Jako uczeń liceum dwukrotnie wziął udział w Olimpiadzie Fizycznej dla uczniów szkół średnich, zostając w 1979 roku laureatem. Studiował w Akademii Górniczo-Hutniczej im. Stanisława Staszica w Krakowie na Wydziale Elektrotechniki, Automatyki i Elektroniki. Wyższe studia techniczne ukończył w 1985 roku.
Po uzyskaniu w kwietniu 1989 r. trzyletniego stypendium zagranicznego wyjechał z żoną do Japonii, gdzie odbył studia doktoranckie na Uniwersytecie Tokijskim w Zakładzie Inżynierii Jądrowej i w 1992 roku uzyskał stopień naukowy doktora. Stopień nostryfikował po powrocie do Polski. W celach naukowych przebywał później w Brookhaven National Laboratory w Stanach Zjednoczonych w 1999 r., a także na uniwersytecie KTH Kungliga Tekniska högskolan w Sztokholmie w Szwecji.
W kwietniu 2007 r. zakończył przewód habilitacyjny.
W czerwcu 2023 roku otrzymał z rąk Prezydenta Rzeczypospolitej Polskiej Andrzeja Dudy nominację na tytuł profesora nauk inżynieryjno–technicznych.